# レーフベリス・リラ

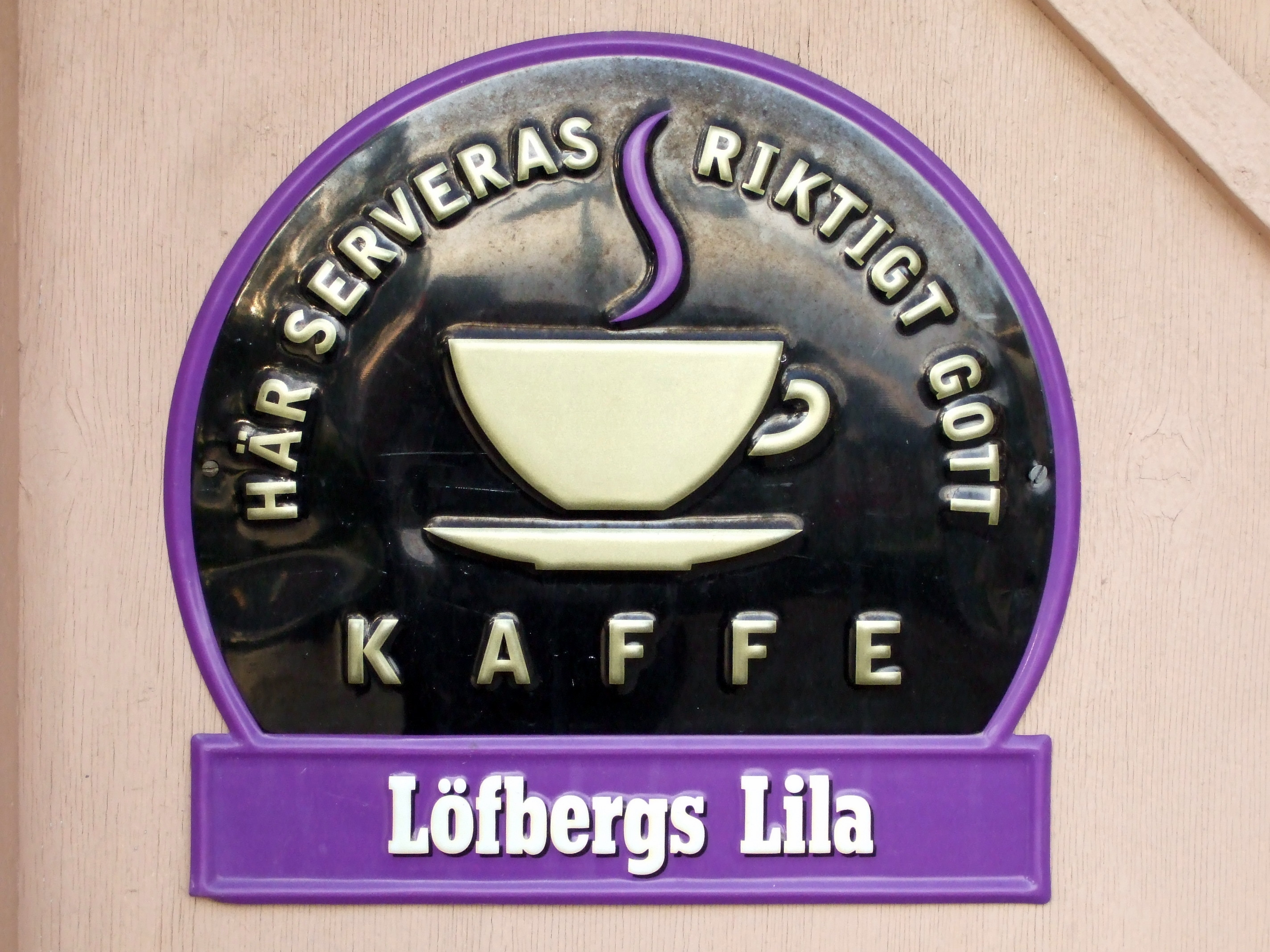
レーフベリス・リラの看板

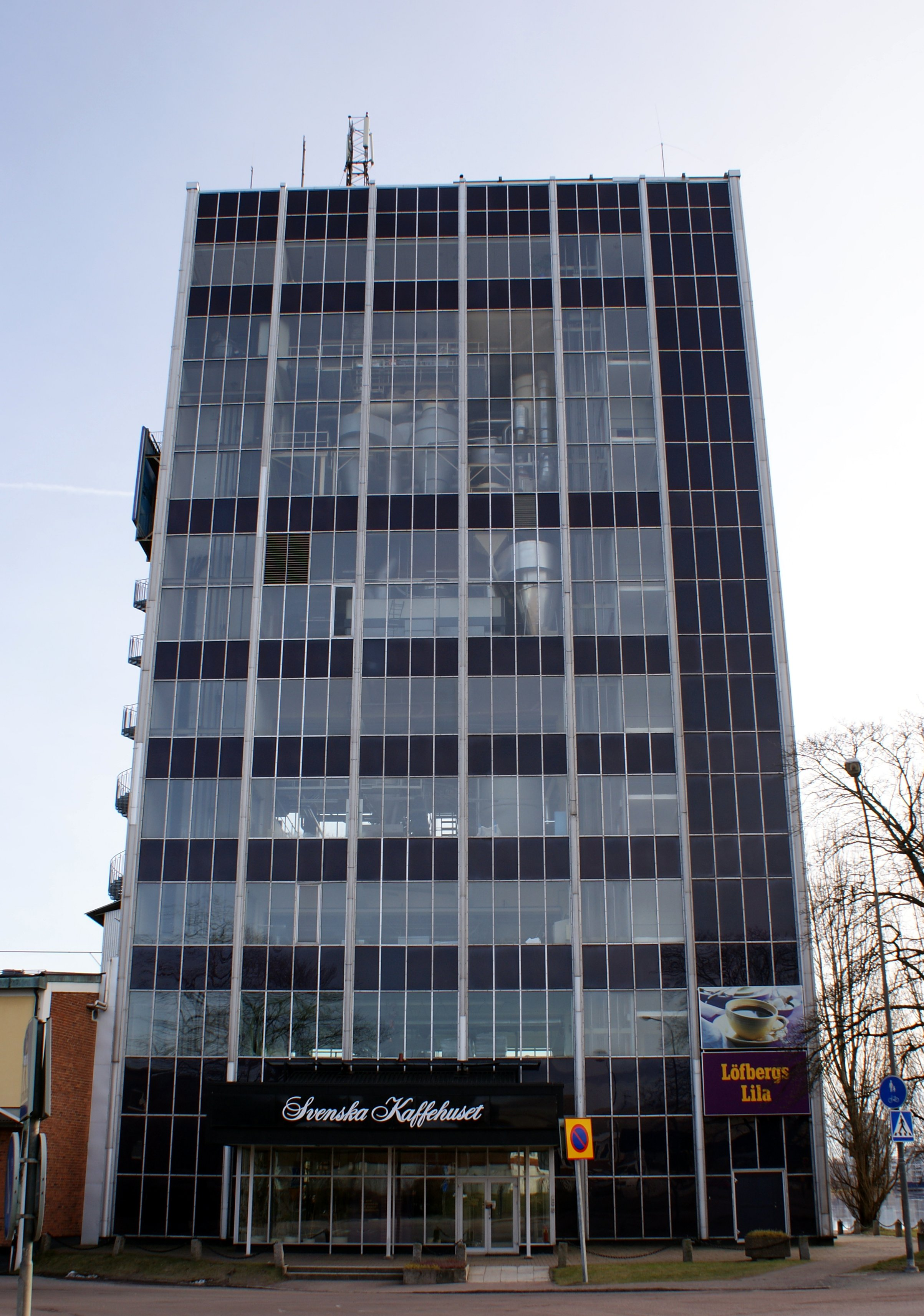
レーフベリス・リラの本社

レーフベリス・リラ（Löfbergs Lila）は、1906年にヨーゼフ（Josef）、アンデシュ（Anders）とヨーン・レーフベリ（John Löfberg）の3兄弟により設立されたスウェーデン、カールスタードのコーヒーの焙煎業者である。

## 概要
レーフベリス・リラは現在、北欧諸国でも最大のコーヒー焙煎業者の一つである。同社はいまだにレーフベリ家の所有で、現在はその3代目と4代目が経営に当たっている。本社と焙煎工場の一つはカールスタードに、もう一つの焙煎工場はデンマークのヴィボーに所在している。レーフベリス・リラはコッブス茶（Kobbs tea）でも有名である。レーフベリス・リラは200名の従業員を擁し、1999年時点でスウェーデン国内の20%の市場占有率を確保している。
近年、レーフベリス・リラは社会貢献とより良い就業環境に力を入れることにより市場での自社の地位を強めている。同社はヨーロッパで最大のオーガニックとフェアトレード・コーヒーの輸入業者であり、レストランやカフェ、会社へコーヒーを提供するスウェーデンの主要な卸業者である。
レーフベリス・リラはアイスホッケー･チームのフェルエスタッド BK（Färjestads BK）と共にレーフベリス・リラ アリーナ（Löfbergs Lila Arena）のスポンサーである。長年フェルエスタッドのチーム・カラーはレーフベリス・リラの色と同じ紫色と黄色であったが、2006/2007年のシーズンでこれは変更された。